# Loropetalum
Genre
Classification APG III (2009)
Le Loropetalum est un genre de quatre espèces d'arbustes ou de petits arbres de la famille des hamamélis, Hamamelidaceae, originaires de Chine, du Japon et du sud-est asiatique .
|  |  |

## Description

### Fleurs
Les fleurs sont produites en grappes au printemps et sont semblables à celles de l'hamamélis, un parent proche. Chaque fleur se compose de quatre à six (selon l'espèce) pétales en forme de lanière de 1 à 2 cm de long. 

## Taxonomie
Le nom Loropetalum fait référence à la forme des fleurs et vient du grec loron qui signifie sangle et petalon qui signifie pétale. 

## Liste d'espèces
Selon NCBI (3 Sep 2010) :
- Loropetalum chinense